# بانکر هیل (کانزاس)
بانکر هیل (به انگلیسی: Bunker Hill) شهری در ایالت کانزاس کشور ایالات متحده آمریکا است که جمعیت آن در سرشماری سال ۲۰۱۰ میلادی، ۹۵ نفر بوده‌است.